# 陳啓棠
陳啓棠（?—?），廣西省鬱林直隸州北流縣人，清朝政治人物、進士出身。
光緒二十四年（1898年），参加光緒戊戌科殿試，登進士二甲116名。同年五月，著交吏部掣签分发各省，以知县即用。